# Amel Baladiat Chelghoum Laïd
Ne pas confondre avec le HB Chelghoum Laïd, un autre club de la ville de Chelghoum Laïd fondé en 1945.
Maillots
Dernière mise à jour : 23 mai 2020.
Le Amel Baladiat Chelghoum Laïd (en arabe : أمل بلدية شلغوم العيد), plus couramment abrégé en AB Chelghoum Laïd ou en ABCL et souvent appelé Amel Chelghoum Laïd , est un club algérien de football fondé en 1988 et basé dans la ville de Chelghoum Laïd, dans la Wilaya de Mila.

## Histoire
L'équipe de l'Amel Baladiat Chelghoum Laïd évolue actuellement dans le Championnat d'Algérie de football D3, appelé Division Nationale Amateur (DNA).

## Identité du club

### Logo et couleurs
Depuis la fondation du Amel Baladiat Chelghoum Laïd en 1988, ses couleurs sont toujours le Noir et le Vert.

Ancien logo
Logo actuel.

### Rivalités
Le rival du Amel Baladiat Chelghoum Laïd est l'autre club de la ville de Chelghoum Laïd, le Hilal Baladiat Chelghoum Laïd qui a été fondé en 1945, La rivalité s'est développée à travers les années puisque le nouveau club de Chelghoum Laïd s'est très vite imposé en réussissant à rejoindre la même division que le Hilal Baladiat Chelghoum Laïd.

## Structures du club

### Infrastructures
Le Amel Baladiat Chelghoum Laïd joue ses matches a domicile dans le Stade du 11 décembre 1961.